# Квачянка
Квачянка (словац. Kvačianka) — річка в Словаччині; права притока Вагу, протікає в окрузі Ліптовський Мікулаш.
Довжина — 16 км.
Витікає в масиві Підтатранський жолоб на схилі гори Бєла скала — на висоті 919 метрів.
Протікає біля села Гути. Впадає у водосховище Ліптовська Мара. По течії розташований природний заповідник Квачянська долина.